# L'Idiot (film, 1951)
Pour les articles homonymes, voir Idiot.
Pour plus de détails, voir Fiche technique et Distribution.
L'Idiot (白痴, Hakuchi) est un film japonais réalisé par Akira Kurosawa, sorti en 1951. Le film, inspiré par le roman de même titre de Fiodor Dostoïevski, met en scène les atermoiements de Kameda, les jeux dangereux de Taeko et le comportement impulsif d'Akama.

## Synopsis
Kameda revient de la guerre, atteint d'épilepsie et considéré comme affaibli mentalement. Il rencontre Akama dans le train et découvre qu'ils se rendent tous deux à Hokkaidō. Akama pense rejoindre Taeko, une femme manipulatrice mais promise à un autre et dont Kameda va aussi tomber amoureux. Cependant, Kameda est également attiré par Ayako, jeune femme dont la famille omniprésente intervient dans les relations de tous ces personnages.

## Fiche technique
- Titre : L'Idiot
- Titre original : 白痴 (Hakuchi?)
- Réalisation : Akira Kurosawa
- Scénario : Eijirō Hisaita, d'après le roman homonyme de Fiodor Dostoïevski,
- Musique : Fumio Hayasaka
- Société de production : Shōchiku
- Pays de production :  Japon
- Langue originale : japonais
- Format : noir et blanc - 1,37:1 - son mono - 35 mm
- Genre : drame
- Durée : 166 minutes
- Date de sortie : 
  - Japon : 23 mai 1951[1]

## Distribution
- Setsuko Hara : Taeko Nasu (Nastasia Philippovna Barachkoff dans le roman de Dostoïevski)
- Masayuki Mori : Kinji Kameda (le prince Léon Nicolaïévitch Mychkine, « L’Idiot »)
- Toshirō Mifune : Denkichi Akama (Parfène Séménitch Rogojine dans le roman de Dostoïevski)
- Takashi Shimura : Ono, le père d'Ayako (Général Ivan Fédorovitch Épantchine, père d'Aglaé Ivanovna)
- Chieko Higashiyama : Satoko, la mère d'Ayako (Élisabeth Prokofievna Épantchine)
- Chiyoko Fumiya : Noriko
- Eijirō Yanagi : Tohata (Gabriel Ardalionovitch Ivolguine, Gania)
- Yoshiko Kuga : Ayako (Aglaé Ivanovna Épantchine)
- Minoru Chiaki : Mutsuo Kayama, le secrétaire
- Eiko Miyoshi : Madame Kayama
- Noriko Sengoku : Takako
- Mitsuyo Akashi : Madame Akama

## Autour du film
La version d'origine, aujourd'hui perdue, durait quatre heures et vingt-cinq minutes. La version distribuée, et conservée, est longue de deux heures et quarante-six minutes .